# FC Chaumont
Der FC Chaumont ist ein französischer Fußballverein aus Chaumont im Département Haute-Marne. Er ist Nachfolger der oftmals als ECAC abgekürzten EAC Chaumont, die mehrere Jahre in der zweithöchsten Liga in Frankreich spielte. 

## Geschichte
Der Verein entstand 1957 unter dem Namen Entente Chaumont Athlétic des Cheminots aus dem Zusammenschluss der Entente Chaumontaise Cheminots Gazélec – eines Vereins der beiden staatlichen Eisenbahn- und Energieversorgungsunternehmen – und dem Chaumont Athlétic Club. Schnell stieg der Klub in das drittklassige Championnat de France Amateur auf und hielt sich anschließend mehrere Jahre in der höchsten französischen Amateurspielklasse. 1966 wurde der Klub in die Division 2 aufgenommen und nahm daher professionellen Status an. Im ersten Jahr Tabellenletzter, blieb die Mannschaft trotz Aufnahme weiterer Klubs aus dem Amateurbereich in der Liga. Anschließend platzierte sich der Verein im mittleren Tabellenbereich und machte als Achtelfinalist in der Coupe de France landesweit auf sich aufmerksam. 1969 wurde der Klub jedoch wegen fehlender Lizenz aus der zweiten Liga abgemeldet. Aufgrund einer Aufstockung der zweiten Liga auf drei Staffeln à 16 Mannschaften währte der erneute Aufenthalt im Amateurlager nur eine Spielzeit. Als Aufsteiger verpasste der Verein nur knapp den Durchmarsch in die Division 1, als Tabellenzweiter hinter Lille Olympique fehlten der mit 19 Gegentoren besten Abwehr der Liga zwei Punkte zum Aufstieg. In den folgenden Jahren setzte sich die Mannschaft in der zweiten Liga fest, bis sie 1980 gemeinsam mit Amicale Lucé abstieg. Nach fünf Jahren in der Division 3 stieg man 1985 wieder in die Division 2 auf und wiederholte 1986 trotz des direkten Wiederabstieges mit dem Erreichen des Achtelfinales im Landespokal den größten Vereinserfolg. 1989 kehrte die Mannschaft erneut in die zweite Liga zurück; im Oktober 1991 wurde der Klub aufgrund finanzieller Schwierigkeiten liquidiert.
Zur Spielzeit 1991/92 nahm der Nachfolgeverein FC Chaumont in der Division d’Honneur den Spielbetrieb auf. In dieser heute nur noch sechsthöchsten Spielklasse spielte die Mannschaft mit einer zweijährigen Unterbrechung (2008 bis 2010 im nächsthöheren CFA 2) und tritt auch in der Saison 2013/14 dort an.